# 徐杨街道 (淮安市)
徐杨街道，原为徐杨乡，是中华人民共和国江苏省淮安市清江浦区下辖的一个乡镇级行政单位。2018年12月1日，撤销徐杨乡，设立徐杨街道。以原徐杨乡所辖区域为徐杨街道行政区域，街道办事处驻大砖桥村境内，办公地址为徐杨路1号。区划代码改为 。

## 行政区划
徐杨街道下辖以下地区：
徐杨社区、兴强社区、大砖桥社区、黄岗社区、严李社区、熊胡社区、福康社区、严赵社区、高张社区和砖井社区。